# دالون ويكس
دالون ويكس (بالإنجليزية: Dallon Weekes)‏ (ولد يوم 4 ماي 1981) مغن، كاتب أغان، وموسيقي أمريكي معروف بكونه عضوا سابقا بفرقة بانيك! آت ذا ديسكو. أدى ويكس كعازف غيتار بيس، آلات المفاتيح، مغن خلفي، وكاتب أغان مع الفرقة. كان أيضا المغني الرئيسي وعازف عدة آلات لفرق «الباور بوب» المسماة «ذا بروبيكس» والتي أصبحت مشروعا شخصيا لاحقا. يعمل ويكس حاليا كالمغني الرئيسي وعازف البيس لثنائي الروك البديل آي دونت نو هاو بات ذي فاوند مي.

## النشأة
ولد ويكس في مدينة فيرونا بولاية ميزوري قرب مجتمع أميشي. هو الثاني من بين أربعة أبناء، وكبر وسط عائلة مورمونية في كليرفيلد بولاية يوتا التي انتقلت إليها عائلته بعد ولادته بمدة قصيرة. التحق ويكس بثانوية كليرفيلد والتي التقى فيها بأغلب أعضاء «ذا بروبيكس» السابقين. بعد تخرجه سنة 1999 عمل كمبلغ مورموني بأوكلاهوما لسنتين. بعد عودته للديار التحق بجامعة ويب ستيت ثم خرج منها ليركز على الموسيقى.

## المسيرة المهنية

### ذا بروربيكس (2002–2013)
بدأت الفرقة كهواية نهاية أسبوع لويكس بعد مدة قليلة من عودته إلى ولاية يوتا بعد سنتين من العمل في أوكلاهوما، واستوحى ويكس اسم المجموعة من شخص عرفه في أيام الدراسة. تكونت التشكيلة الأصلية من ويكس، المصور والمنتج مات غلاس، وصديق آخر من المدرسة الثانوية. بعد سنوات من تسجيل عينات في القبو والجولات وتغيير في تشكيلة الفرقة عرض فرع من شركة «تسجيلات درايف-ثرو» التوقيع معها، أما ويكس فقد عرضت عليه سوني بي إم جي، إنترسكوب ريكوردز، وشركة إنتاج أخرى عقود تسجيلة فردية بشرط أن يخلى على باقي أفراد الفرقة لكنه رفض.
حصل ويكس على جائزة «سيتي ويكل» المحلية بمدينة سولت ليك لأفضل فرقة «إندي بوب» لسنة 2008. أضيفت الأغنية المنفردة «الأولاد الثانون سيكونون الخيار الأول» إلى جدول البث اليوم لإذاعة الراديو "X96"سنة 2008، وهذا لم يحدث من قبل مع فرقة غير موقعة مع شركة إنتاج في تاريخ الإذاعة الذي يفوق 20 سنة. صعدت الأغنية فورا إلى أفضل 10 أغان يومية بالإذاعة، وبعد يومين من إضافتها بالإذاعة بلغت الأغنية الرتبة الأولى في قائمة أفضل الأغاني اليومية وظلت كذلك ل13 يوما متواصلا. بقيت من بين أفضل 10 أغان لعدة أسابيع وصعدت للرتبة الأولى عدة مرات مؤقتا. وضعت الأغنية أيضا بمتاجر «باكسان» المتواجدة بالمنطقة.
صدرت نسخ محدودة من الأقراص المضغوطة لألبوم «أشياء غريبة» في ماي سنة 2009، كما كان متوفرا على آي تيونز. أنتج الألبوم «كيسي كريسينزو» من فرقة «ذا دير هانتر» وعزف القيثارة فيه ديرين روبينسون من فرقة فانتوم بلانيت. عزف الطبول في الألبوم عازف الطبول المؤقت بالفرقة درو ديفيدسون. قبل صدور الألبوم صعدت الأغنيتان «حب من النظرة الأولى» و «الأولاد الثانون سيكونون الخيار الأول» إلى قائمة أفضل 10 أغان يومية لإذاعة X96. وضعت إحدى أكثر الأغاني شهرة بالألبوم «حب من النظرة الأولى» بإذاعة راديو «ديلتا إيرلاينز». أدت «ذا بروبيكس» كفرقة افتتاحية لعدة فرق مثل فول آوت بوي، «فانتوم بلانيت»، «بين ويلر»، و «ذا بريفري». رغم اهتمام عدة شركات إنتاج ونجاح الألبوم ظلت الفرقة مستقلة ولم توقع مع أية شركة.
سنة 2012 أصدر ويكس أسطوانة مطولة تحت عنوان «عنوان خافت» للتحميل في صفحة «ذا بروبيكس» على موقع «باندكامب»، بالإضافة إلى خيار لشراء نسخة مادية من الأسطوانة. تتكون أسطوانة «عنوان خافت» من أغنيتين «أي أحد أعرفه» و «كلاستر هاغ»، عزف فيها إيان كروفورد القيثارة وساعد بتسجيلها وتعديلها مات غلاس عازف الطبول السابق بفرقة «ذا بروبيكس». في نونبر سنة 2012 صرح ويكس في مقابلة مع إذاعة راديو X96 لمدينة سولت سيتي بأن الأسطوانة المطولة كتبت أثناء كتابة وتسجيل ألبوم الاستوديو الرابع لفرقة بانيك! آت ذا ديسكو، لكنها لم تتناسب مع الطابع العام للألبوم.

### بانيك آت ذا ديسكو (2009–2017)

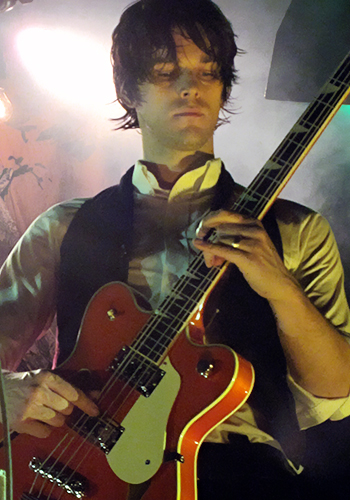
ويكس يعزف مع بانيك! آت ذا ديسكو سنة 2011

بعد مغادرة ريان روس وجون وولكر سنة 2009 لفرقة بانيك! آت ذا ديسكو تم توظيف ويكس وإيان كراوفورد ليعوضاهما فقط في الجولات الخاصة بألبوم الاستوديو الثاني للفرقة «غريب. جدا.» (2008). أصبح ويكس عضوا رسميا في الفرقة في منتصف سنة 2010 أثناء أحد جولات الفرقة بالصين، فقد طلب منه برندن يوري وسبينسر سميث حينها أن ينضم إليهما، لكن طبيعة وضعيته بالفرقة لم تكن مكشوفة للعموم إلى أن أكدها في منتصف سنة 2012.
أثناء عمله مع بانيك! آت ذا ديسكو كان ويكس مكلفا بتحديد فكرة غلاف ألبوم الاستوديو الثالث «عادات سيئة وفضائل» (2011)، وظهر أيضا بالغلاف واقفا خلف سميث ويوري وهو يرتدي قناعا. ساهم في كتابة جميع الأغاني إلا اثنتين في ألبوم الاستوديو الرابع للفرقة «غريب جدا ليعيش، نادر جدا ليموت!» (2003). ترشح ويكس لجائزة أحسن عازف بيس في «آلترناتيف بريس ميوزيك أووردز». أثناء تسويق ألبوم الاستوديو الخامس للفرقة «موت أعزب» انتشرت إشاعات عن رجوع ويكس إلى عضو جولات، أكد ويكس ذلك في أكتوبر سنة 2015 عبر تويتر مبينا أنه «لم يعد يساهم بشكل خلاق». أعلن دالون مغادرته لبانيك! آت ذا ديسكو يوم 27 دجنبر 2017، وقد قام بذلك عبر موقع إنستغرام.

### آي دونت نو هاو بات ذي فاوند مي (2016–حاضر)
لعدة سنوات كان ويكس يكتب ويسجل أغان وحده أثناء عمله مع بانيك آت ذا ديسكو. ساعده ريان سيمان زميله السابق في فرقة «ذا بروبيكس» بعزفه الطبول في الأغاني التي سجلها، مما جعل ويكس يقترح عليه أن يشكلا ثنائي تحت اسم آي دونت نو هاو بات ذي فاوند مي.
بدأ ويكس وسيمان بالأداء في عروض صغيرة بأواخر سنة 2016 لكنهما لم يعلنا ذلك للعموم. ظهرا أول مرة بحدث الذكرى الثانية لتأسيس «إيمو نايت لوس أنجيليس» يوم 6 دجنبر 2016، وبعد العرض كتبت عدة مصادر حول «مشروع جانبي جديد» لويكس وسيمان وأعلنت اسم الفرقة. حتى عندما ووجها بصور وفيديوهات التقطت في العروض أنكر ويكس وسيمان المشروع لعدة أشهر، صرح ويكس لاحقا بأنهما لم يرغبا أن يكشفا اسميهما وعلاقتهما بالفرق المشهورة التي كانا أعضاء فيها.

### مشاريع موسيقية أخرى

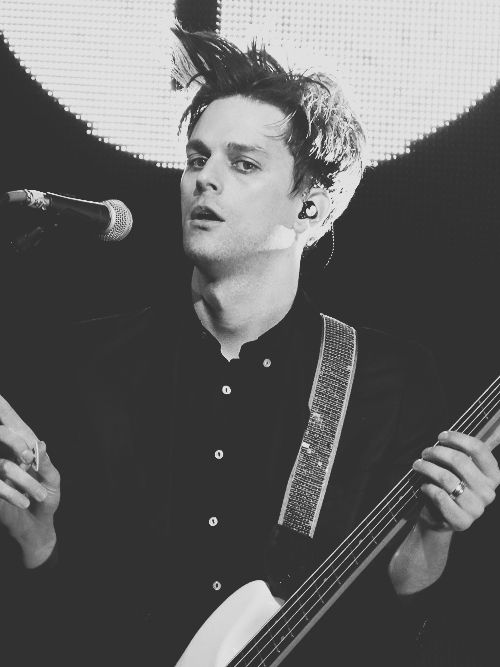
ويكس سنة 2014

نشر ويكس في شتنبر سنة 2010 تحميلا مجانيا من الأنترنيت لأغنية «سكيد رو» من فيلم/مسرحية «متجر الرعب الصغير»، شارك بالأغنية برندن يوري من فرقة بانيك! آت ذا ديسكو، مات غلاس، وإيان كراوفورد عازف القيثارة في جولات فرقة بانيك! آت ذا ديسكو من سنة 2009 إلى سنة 2012 والعضو السابق في عدة فرق موسيقية مثل «ذا كاب» و «ستامبس».
أصدر ويكس أغنية عيد ميلاد في نونبر سنة 2014 تحت عنوان «أعياد ميلاد حلوة بشكل ممرض» وشارك في تسجيلها ريان سيمان عازف الطبول السابق في فرقتي «ذا بروبيكس» و «فولينغ إن ريفرس»، وساهم تايلر جوزيف من فرقة توينتي ون بيلوتس فيها بغناء خلفي. بدأ ويكس في أكتوبر سنة 2015 سلسلة على موقع يوتوب تحت عنوان "TWOMINCVRS" يصدر فيها نسخا مقلدة من أغان قليلة الشهرة مدتها دقيقتان أو أقل. أصدر ويكس في 25 نونبر 2016 أغنية عيد الميلاد المنفردة الثانية له تحت عنوان «أرجوك لا تقفز (إنه عيد الميلاد)» وشارك فيها ثانية عازف الطبول ريان سيمان.

## الحياة الشخصية
تزوج ويكس يوم 18 ماي 2006 بصديقته بريزي داغلس بعد أكثر من سنة من صداقتهما. ولدت ابنتهما أميلي أوليفيا ويكس يوم 1 يونيو 2008 (سميت تيمنا بالفيلم الفرنسي أميلي الصادر سنة 2001)؛ وولد ابنهما نوكس أوليفر ويكس يوم 32 يونيو 2010 (سمي تيمنا بنوكس أوفرسيت وهو شخصية من فلم مجتمع الشعراء الأموات الصادر سنة 1989). ويكس عضو من كنيسة يسوع المسيح لقديسي الأيام الأخيرة.

## ديسكوغرافيا

### ذا بروربيكس
- فهم ذا بروبيكس (2003)
- أسعد شتاء نووي (2004)
- ذا بروبيكس (أسطوانة مطولة) (2005)
- ليلة سعيدة وأتمنى لك غدا أفضل (2006)
- تمزيقات صغيرة (أسطوانة مطولة) (2007)
- سوف أفعل ذلك، الليلة (أسطوانة مطولة) (2008)
- أشياء عنيفة (2009)
- يجب أن تعلم أمك (أسطوانة مطولة) #1 (2010)
- عنوان خافت (أسطوانة مطولة) (2012)

### بانيك! آت ذا ديسكو
- عادات سيئة وفضائل (2011) (فكرة غلاف الألبوم)
- آيتوننز مباشرة (2011)
- غريب جدا ليعيش، نادر جدا ليموت (2013)
- أسطوانة نيكوتين المطولة (2014)
- كل أصدقائي نحن ممجدون: موت أعزب مباشرة (2017)

### منفردة
- «سكيد روو (داونتاون)» (بشراكة مع برندن يوري وإيان كراوفورد) (2010)
- «أعياد حلوية يشكل ممرض» (بشراكة مع تايلر جوزيف) (2014)
- «كريسماس دراغ» (2014)
- «إيغي بوي» (2015; نسخة مقلدة لهوت آي كيو)
- «إف بي آي مراهق» (2015; نسخة مقلدة لغايديد باي فوسيز)
- «مين أول مون» (2016; نسخة مقلدة لسيث ماكفارلين)
- «أرجوك لا تقفز (إنه عيد الميلاد)» (2016)

### آي دونت نو هاو بات ذي فاوند مي
- «قابيل اليوم المعاصر» (2017)
- «اختنق» (2017)
- «لا أحد يحب الفرقة الافتتاحية» (2018)
- «أفعله طول الوقت» (2018)
- «أسطوانة 1981 المطولة» (2018)

## روابط خارجية
- دالون ويكس على موقع IMDb (الإنجليزية)
- دالون ويكس على موقع ميوزك برينز (الإنجليزية)
- دالون ويكس على موقع أول ميوزيك (الإنجليزية)
- دالون ويكس على موقع ديسكوغز (الإنجليزية)